# Welcome to the Afterfuture
A 2000-es Welcome to the Afterfuture Mike Ladd nagylemeze. Szerepel az 1001 lemez, amit hallanod kell, mielőtt meghalsz című könyvben.

## Az album dalai
|     | Cím                                       | Szerző(k)                      | Hossz |
| --- | ----------------------------------------- | ------------------------------ | ----- |
| 1.  | 5000 Miles West of the Future             | Mike Ladd                      | 3:48  |
| 2.  | Airwave Hysteria                          | Ladd                           | 4:09  |
| 3.  | Planet 10                                 | Ladd                           | 4:25  |
| 4.  | Takes More Than 41                        | Ladd                           | 3:01  |
| 5.  | Bladerunners                              | Ingleton, Ladd, Meline, Smythe | 6:17  |
| 6.  | No. 1 St.                                 | Ladd                           | 3:52  |
| 7.  | To the Moon's Contractor                  | Ladd                           | 10:36 |
| 8.  | I Feel Like $100                          | Ladd                           | 3:45  |
| 9.  | The Animist                               | Ladd                           | 5:52  |
| 10. | Red Eye to Jupiter (StarshipNigga)        | Ladd                           | 3:50  |
| 11. | Welcome to the Afterfuture                | Ladd                           | 3:34  |
| 12. | Wipe Out on the Wave of Armageddon        | Ladd                           | 4:15  |
| 13. | Feb. 4 '99 (For All Those Killed by Cops) | Ladd                           | 5:15  |

## Közreműködők
- Charles Calello – billentyűk
- Jeff Cordero – gitár
- Mark Feggins – asszisztens
- Bruce Grant – loopok
- Jun – hangmérnök
- Mike Ladd – basszusgitár, jegyzetek, keverés, producer, programozás, szintetizátor
- Fred Ones – vágás, hangmérnök, keverés, producer
- Mike Stein – hangmérnök, keverés
- Amaechi Uzoigwe – executive producer
- Vassos – hangmérnök, keverés